# Spilodiscus ulkei
Spilodiscus ulkei är en skalbaggsart som först beskrevs av Horn 1870.  Spilodiscus ulkei ingår i släktet Spilodiscus och familjen stumpbaggar. Inga underarter finns listade i Catalogue of Life.